# Joachim Slüter
Joachim Slüter, también conocido como Joachim Slyter y Jochim Dutzo (Dömitz, Alemania, 1490-Rostock, Ducado de Mecklemburgo-Schwerin, 19 de mayo de 1532), fue un sacerdote y reformista protestante alemán.

## Biografía
Tras la muerte de su padre, adoptó el apellido de su padrastro. Comenzó a oficiar misas de réquiem en Rostock en 1517. Al año siguiente, se matriculó en la universidad, donde, si bien se desconoce la fecha exacta, obtuvo los títulos de magister y Baccalaureus decretorum. De acuerdo con Nikolaus Gryse, su primer biógrafo, fue desde 1521 maestro de la escuela parroquial de St. Petri. En 1523, el duque Enrique V de Mecklemburgo lo nombró capellán.
En 1526 publicó Ghebedebokelyn nyge vth der hylghen schrifft, su primer libro de oraciones. Asimismo, mantuvo una posición activa a favor del uso de las lenguas vernáculas en las misas, en un debate acalorado en la época.
Falleció en 1532, a los 41 o 42 años de edad, en Rostock, donde había residido durante gran parte de su vida.

## Obras
- Ghebedebokelyn nyge vth der hylghen schrifft, 1526;
- Bedebokelyn nye vth der hyllighen schryfft, 1530;
- Geystlyke leder vppt nye gebetert, 1531;
- Eine korte doch gründtlyke bericht der Ceremonien, 1531